# シスター・ジョセフの小結節
シスター（メァリー）ジョセフの小結節(シスター・メアリー・ジョセフのしょうけっせつ, 英 Sister Mary Joseph's nodule; SMJN）または結節(node)は、内臓悪性腫瘍の転移により臍に出現する結節のこと。予後不良のことが多い。この名称は発見者の看護師の名前に由来する。彼女はミネソタ州のメイヨー・クリニックの前身のSt.Mary病院の看護婦であったがこのことを外科医William Warrall Mayo の注意を惹き、発見者の名称が残った。具体的には、臍に現れる癌（胃、胆嚢、回腸、虫垂、卵巣、子宮、リンパ腫などの）からの血行性、経残遺靭帯性、直接浸潤性転移による小結節をいう。
SMJNの原発巣は、胃が最多で、膵臓、卵巣、大腸、胆のう、子宮がこれに続く。
日本人を対象にした研究では、原発巣は肝臓、膵臓、卵巣、大腸の順に多いとされる。反対に膵癌では、SMJNによって膵癌を指摘されることがしばしばある。その原因として、膵癌が腹膜播種を来しやすいこと、臍は皮下脂肪と筋膜が欠如していて腹膜播種から直接浸潤しやすいこと、が影響していると考えられている。SMJNが原発巣に先行して発見された例は61%と高率で、早期の診断が重要である。

## 名称
日本語でも論文中にはSister Joseph nodule（node)またはSister Mary Joseph nodule(node)と書くのが普通である。William Mayoは1928年に "pants button umbilicus"と表現したが、1949年に Hamilton Baileyの"Physical Signs in Clinical Surgery"という本の中に"Sister Joseph nodule"と彼女の名前が入った名称を作った。　

## Sister Mary Joseph
1856年ニューヨーク州生まれ。1878年にミネソタ州ロチェスターの聖フランシス修道会に入り、ここでトレーニングを受け、St.Mary病院（メイヨー・クリニックの前身）に勤務、1939年に亡くなるまで働いた。外科医 William Mayo の信頼も厚く1890-1915まで彼の助手を勤めた。彼女は臍の変化に注目し、これが見られると胃癌で多く死亡すると進言していた。彼女の俗名はJulia Dempseyといい、アイルランド系である。Josephは修道名であり、男性も女性もあることから、Sisterを付けるのが普通である。 1906年に、看護学校の校長になっている。彼女は管理的才能もあり、彼女を記念して、一つの建物は"Joseph Building" となっている。

## 参照
1. ↑  浅井かなこ, 他. Skin Cancer 2007;22：136-139.
2. ↑  Omura, T (April 2019). “Pancreatic cancer manifesting as Sister Mary Joseph nodule during follow up of a patient with type 2 diabetes mellitus: A case report.”. Geriatr Gerontol Int. 19 (4):  363-64. doi:10.1111/ggi.13602. PMID 30932308.
3. ↑  浜坂明日香ら 臨床皮膚科 2007;61:843-6.
4. ↑  The term Sister Mary Joseph nodule was coined　in 1949 by Hamilton Bailey. H. Bailey:Demonstration of physical signs in clinical surgery. 11th edition, Baltimore, Williams & Wilkins, 1949, p 227.
5. ↑  『夕映えの甍』(2007)　p260 上野賢一　岩波出版サービス　東京.